# Хорошавка (Алтайский край)
Хорошавка — посёлок в Благовещенском районе Алтайского края. Входит в состав Суворовского сельсовета.

## История
В 1928 году деревня состояла из 273 хозяйств, основное население — русские. В административном отношении являлась центром Хорошавского сельсовета Благовещенского района Славгородского округа Сибирского края.

## Население
| 1997 | 1998 | 1999 | 2000 | 2001 | 2002 | 2003 |
| ---- | ---- | ---- | ---- | ---- | ---- | ---- |
| 219  | →219 | ↘210 | ↗212 | ↘208 | ↗213 | ↘211 |
| 2004 | 2005 | 2006 | 2007 | 2008 | 2009 | 2010 |
| ↘206 | ↘202 | →202 | ↘192 | ↘187 | ↘149 | ↘144 |
| 2011 | 2012 | 2013 |      |      |      |      |
| →144 | ↘137 | ↘126 |      |      |      |      |

## Улицы
| - ул. Заречная, - ул. Кубанская, | - ул. Курская, - ул. Центральная. |